# Velká Lhota
Velká Lhota (deutsch Groß Lhota, früher Groß Lhotta) ist eine Gemeinde in der mährischen Walachei in Tschechien. Sie liegt sieben Kilometer südöstlich von Valašské Meziříčí und gehört zum Okres Vsetín.

## Geographie
Velká Lhota erstreckt sich im Westen des Wsetiner Berglandes am Oberlauf des Baches Dědinský potok in einer Hanglage zwischen 540 und 360 m n.m. Östlich erhebt sich die U Javora (573 m), im Südosten der Ostrý vrch (672 m), südlich der Klenov (678 m) und die Štípa (706 m), im Südwesten der Zádrhlov (572 m) und die Medůvka (608 m) sowie im Westen die Vrchhůra (692 m). Südlich des Dorfes liegt im Tal der Bystřička der Stausee Bystřička. Gegen Osten liegt das Landschaftsschutzgebiet CHKO Beskydy.
Nachbarorte sind V Sojově, Veselá, Dolansko und Střítež nad Bečvou im Norden, Vidče im Nordosten, Střítežské Paseky, Videčské Paseky, V Javoří und Fatůrky im Osten, Paseky, U Pavlů und U Malíků im Südosten, Darebňa, U Urbanů und U Přehrady im Süden, Pohořeliska, Páleniska und Kozinec im Südwesten, Malá Lhota im Westen sowie Vichury, Sýkoří, Hrachovec und Na Pasekách im Nordwesten.

## Geschichte
Der Ort wurde als Waldhufendorf angelegt und entstand wahrscheinlich während der deutschen Kolonisation. Die erste schriftliche Erwähnung des zur Herrschaft Krasno gehörigen Dorfes Lhota erfolgte 1374. Seit 1411 war Stachowa Lhota der Herrschaft Rožnov untertänig. Im Jahre 1505 wurde das Dorf als Lukanowa Lhota, 1535 als ves Lukaniowu Lhotu bzw. Lukáňova Lhota und 1594 als Chmelowa Lhota bzw. Chmelová Lhota bezeichnet. Im Jahre 1516 bestand das Dorf aus einer Vogtei und sechs Wirtschaften, von denen eine wüst lag. Während des Dreißigjährigen Krieges beteiligten sich die Bewohner von Chmelová Lhota, angeführt vom Vogt Vantucha am Walachischen Aufstand. Der heutige Name Velká Lhota ist erstmals 1635 nachweisbar. Im Hufenregister von 1675 sind für Gross Lhota die Vogtei, acht Wirtschaften und 17 Chaluppen nachgewiesen. Im Urbar von 1775 sind der Vogt, fünf Ganzhüfner, zwei Halbhüfner sowie 39 Häusler aufgeführt. Im Jahre 1834 hatte der Ort 517 Einwohner. Die Bewohner lebten von der Landwirtschaft, insbesondere der Viehzucht und fertigten in Heimarbeit hölzerne landwirtschaftliche Utensilien, Stöcke, Besen sowie Perlmuttpfeifen. Ab 1846 wurde der Ortsname Hrubá Lhota gebräuchlich. Bis zur Mitte des 19. Jahrhunderts blieb das Dorf immer nach Rožnov untertänig.
Nach der Aufhebung der Patrimonialherrschaften bildete Hrubá Lhota/Groß Lhotta ab 1849 eine Gemeinde in der Bezirkshauptmannschaft Valašské Meziříčí. Im selben Jahre wurde in einer angemieteten Stube im oberen Teil des Dorfes eine Schule eingerichtet, zuvor fand der Unterricht in Veselá statt. 1857 kaufte die Gemeinde eine Chaluppe und baute diese zur Schule um. Nachdem 1868 in der zu Malá Bystřice gehörigen Ansiedlung V Okluce eine evangelische Schule entstanden war, wurden die evangelischen Kinder aus Hrubá Lhota dorthin umgeschult bis zu deren Schließung im Jahre 1883. Seit 1872 führt die Gemeinde den Namen Velká Lhota. 1895 zog die Schule in ein neues Schulhaus. Zwischen 1907 und 1912 entstand südlich des Dorfes die Talsperre an der Bystřička, die zur Wasserversorgung des projektierten Donau-Oder-Elbe-Kanals dienen sollte. Velká Lhota hatte im Jahre 1910 590 Einwohner. 1921 eröffnete die Schule eine Expositur in der Ansiedlung U Pavlů. Im Jahre 1935 gründete sich die Freiwillige Feuerwehr.
Nach der Aufhebung des Okres Valašské Meziříčí wurde die Gemeinde 1960 dem Okres Vsetín zugeordnet. 1970 lebten in den 98 Häusern von Velká Lhota 395 Personen. Die Schulen in Velká Lhota und U Pavlů wurden 1977 geschlossen. Seither werden die Kinder aus Velká Lhota in Valašské Meziříčí unterrichtet; der Unterricht für die bisher nach U Pavlů eingeschulten Kinder aus den Paseken im südöstlichen Gemeindegebiet erfolgt seither in Valašská Bystřice. Im Jahre 1980 wurde Malá Lhota eingemeindet.
Der Ortsteil Velká Lhota hat eine Fläche von 709 ha. 1991 lebten in den 89 Wohnhäusern des Ortsteils Velká Lhota 324 Personen. Die frühere Schule in Velká Lhota wurde in den 1990er Jahren zum Gemeindeamt umgebaut. Am 1. März 2001 wurden in Velká Lhota 115 Wohnhäuser und 315 Einwohner gezählt, in der gesamten Gemeinde lebten 406 Menschen. Konfessionell gehören diese mehrheitlich zur Evangelischen Kirche der Böhmischen Brüder. Katholischer Pfarrort ist Veselá.

## Gemeindegliederung
Die Gemeinde Velká Lhota besteht aus den Ortsteilen Malá Lhota (Klein Lhota) und Velká Lhota (Groß Lhota) sowie den Ansiedlungen Darebňa, Kozinec, Na Kopečku, Na Rovni, Paseky, U Malíků, U Pavlů, U Přehrady und ein Teil von Fatůrky.

## Sehenswürdigkeiten

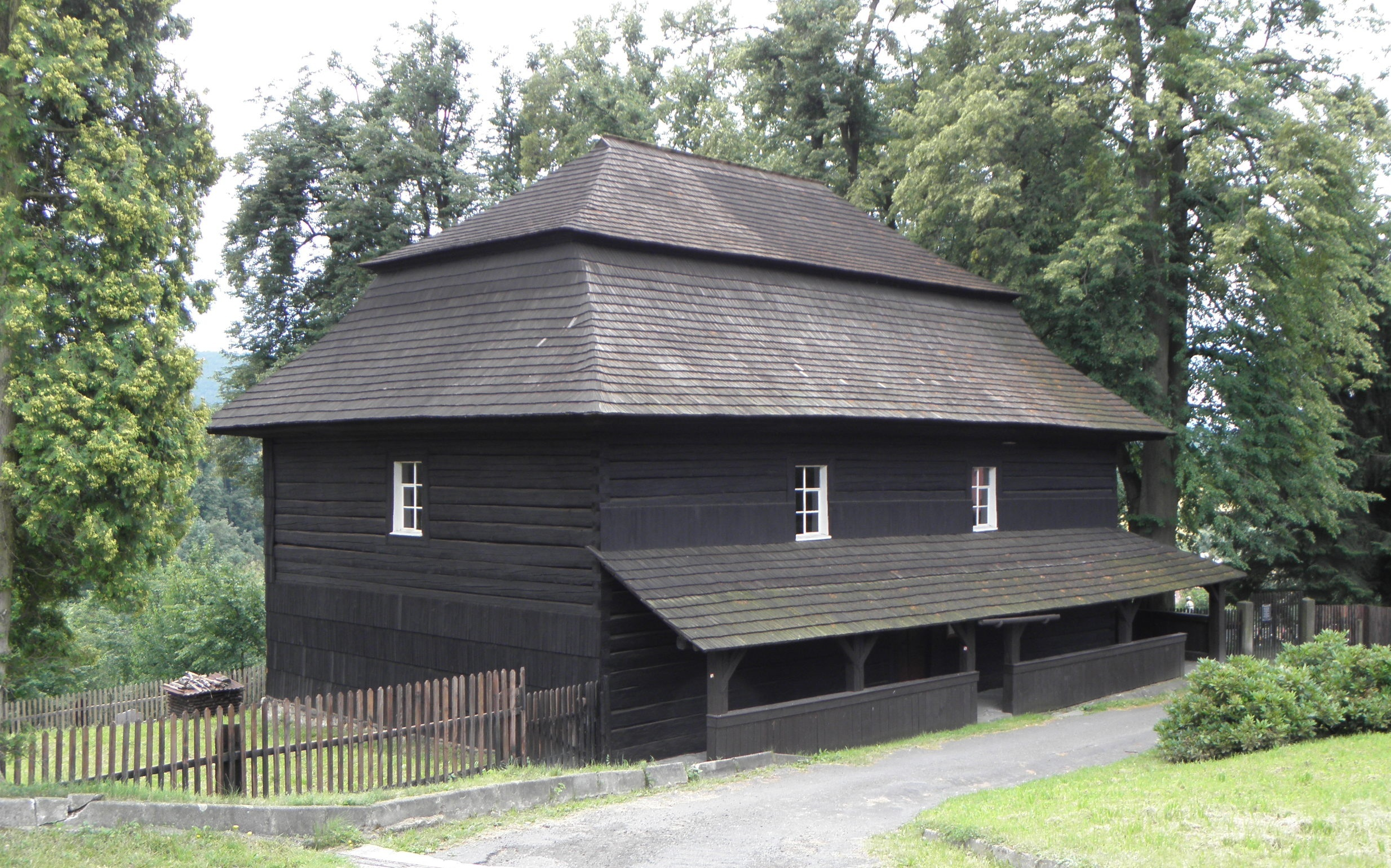
Toleranzkirche

- Evangelische Toleranzkirche in Velká Lhota, der turmlose, schindelgedeckte und schlichte Holzbau entstand im Jahre 1783. Die Ausstattung stammt aus dem Jahre 1839. Die Kirche ist unbeheizt und besitzt keine künstliche Beleuchtung.
- Gedenktafel für Jan Karafiát am Pfarrhaus
- Gezimmerter Glockenturm in Malá Lhota, die 1687 gegossene Glocke wurde 1689 an die Kirche in Veselá verkauft. 1870 kam die Glocke nach Malá Lhota zurück.
- Der Stausee Bystřička (tschechisch: „Vodní nádrž Bystřička“ oder einfach „přehrada“) am gleichnamigen Bergfluss, Erholungsgebiet und Hochwasserschutz.
- Sandsteinfelsen Medůvka, am gleichnamigen Berg
- 35 m hoher Sendeturm auf der Vrchhůra

## Persönlichkeiten
- Der Schriftsteller Jan Karafiát wirkte von 1875 bis 1895 als Pfarrer der Toleranzkirche.
- Der Theologe Gustav Adolf Skalský arbeitete Ende des 19. Jahrhunderts als Priester im Ort.